# Non son chi fui, perì di noi gran parte
Non son chi fui, perì di noi gran parte è un sonetto composto da Ugo Foscolo in giovane età: apre, nel Nuovo Giornale dei Letterati di Pisa, la serie degli otto sonetti, seguìto immediatamente da Che stai? già il secol l'orma ultima lascia. È stato sicuramente scritto prima del 1802, poiché la pubblicazione della prima edizione dei sonetti (nel Nuovo Giornale dei Letterati) risale all'ottobre di quell'anno. Confluirà poi nelle Poesie di Ugo Foscolo, pubblicate prima presso Destefanis a Milano nell'aprile 1803, e poi per Agnello Nobile, sempre nella città lombarda, in agosto.

## Introduzione
È dominato da un senso di totale disillusione verso se stesso: soffocato da passioni e impeti biasimevoli ("fame d'oro") che il raziocinio del poeta non è riuscito a controllare, l'io foscoliano sembra essersi smarrito. Il suicidio è tenuto lontano soltanto grazie al "furor di gloria" e alla "carità di figlio" (amore filiale) mescolati a pietà di sé. 

## Metrica
Il verso sembra scolpito a forti chiaroscuri, anche in virtù della ricorrente misura a minore dell'endecasillabo (quinario più settenario, con il verso 10 come eccezione) che ne costringe la musicalità: la frena dopo poche battute, e poi la libera sino alla pausa marcata di fine verso (rarissimo l'enjambement).
Il sonetto presenta lo schema: ABAB, ABAB, CDC, DCD.

## Analisi e commento
vv.1-2. Non [...] pianto: la massima è tratta dalle Elegie di Massimiano: "Non sum qui fueram: periit pars maxima nostri;/ hoc quoque quod superest languor et horror habet" (I, 1-2); ma può anche essere ripreso dal Petrarca: "lassai di me la miglior parte a dietro" (Rerum vulgarium fragmenta, XXXVII, 52) "quand'era in parte altr'uom da quel ch'i' sono" (I, 4).
v.2. questo che avanza: stilema del Petrarca ("questo m'avanza di cotanta speme", CCLXVIII, 3).
vv.3-4. E [...] canto:ormai estinto è l'amore (perché il mirto è la pianta sacra a Venere) e caduto ogni sogno di gloria poetica.
v.5. empia licenza: riferito alla violenza rivoluzionaria sulla scorta della dedica al fratello Gian-Dionigi dell'ode Ai novelli repubblicani del 1797.
vv.7-8. arte [...] vanto: il desiderio di ricchezze, di cui meno vanto, divenne in me arte, poiché vanto deve riferirsi alla fame d'oro, piuttosto che arte.
v.9. Che [...] consiglio: se pure si fa strada un proposito di suicidio.
v.10. fiera ragion: proposito terribile, spaventoso. chiudon le porte: espressione figurata, discendente da Dante (Paradiso, III, 43 "La nostra carità non serra porte").
vv.12-14. Tal [...] morte: così, vittima di me stesso, e del prossimo, e della sventura, pur riconoscendo ciò che è bene, non so trattenermi dal cedere al partito peggiore; ho il coraggio di desiderare ardentemente la morte, ma poi mi manca la forza di procurarmela davvero.
v.13. conosco il meglio ed al peggior m'appiglio è una ripresa dal petrarchesco "chè co' la morte a lato/ cerco del viver mio novo consiglio, / et veggio 'l meglio, et al peggior m'appiglio" (CCLXIV, 134-136), a sua volta debitore dell'ovidiano "Video meliora proboque, / Deteriora sequor" (Metamorfosi, VII, 20-21; letteralmente "vedo le cose migliori e le approvo, ma assecondo le peggiori").
v.14. e [...] morte: "qui mille volte al dì la morte invoco", Costanzo, Stanze, II, 14, 5.